# Markakol
Der Markakol (kasachisch Маркаколь көлі; russisch озеро Маркаколь) ist ein See im Gebiet Ostkasachstan in Kasachstan.
Der See befindet sich im Osten des Landes unweit der Grenze zu China. Markakol liegt auf einer Höhe von 1449 m über dem Meeresspiegel. Das Gewässer befindet sich in einem intramontanen Becken zwischen dem Kürschim-Kamm im Norden und im Süden den Zügen des Azutau-Gebirges (Khrebet Azutau) im südwestlichen Altai.
Der See ist 449 Quadratkilometer groß und die maximale Tiefe beträgt 30 Meter.
Der Qalschyr entwässert den See an dessen Westufer und fließt nach Südwesten zum Irtysch.
Eine 57 km lange Straße verbindet den Ort Urunchaika am Ostufer des Sees über den Altaiski-Pass und den Burchat-Pass (2142 m) mit dem Ort Tschingistai im Norden. Sie wurde 1916/17 von österreichischen Kriegsgefangenen gebaut. Diese waren im Rahmen der Brussilow-Offensive im Ersten Weltkrieg im Juni 1916 gefangen genommen und nach Kasachstan (damals: das Generalgouvernement Turkestan) gebracht worden waren. Sie wird Österreicherstraße genannt und ist kaum noch befahrbar.